# اچ‌ام‌اس اینوستیگیتور (۱۸۱۱)
اچ‌ام‌اس اینوستیگیتور (۱۸۱۱) (به انگلیسی: HMS Investigator (1811)) یک کشتی بود که طول آن ۷۶ فوت (۲۳ متر) بود. این کشتی در سال ۱۸۱۱ ساخته شد.